# Félon (film)
Pour les articles homonymes, voir Félon.
Pour plus de détails, voir Fiche technique et Distribution.
Félon ou Traître au Québec (Felon) est un film américain réalisé par Ric Roman Waugh et sorti en 2008. Il met en scène avec Stephen Dorff, Val Kilmer, Marisol Nichols, Sam Shepard et Harold Perrineau. L'histoire s'inspire d'événements survenus à la prison d'État de Corcoran dans les années 1990.

## Synopsis
À la veille de son mariage, Wade Porter tue un cambrioleur qui s'échappait de son domicile. Il est condamné et, par un concours de circonstances, se retrouve dans la prison d'État de Corcoran. Il y découvre la violence des quartiers de haute sécurité et où il rencontre un autre détenu, John Smith. Wade va cependant se lier d'amitié avec ce criminel dangereux.
Avec l'aide d'un agent correctionnel à la retraite de l'ancienne prison de Smith, du FBI et de Laura, la corruption des agents pénitentiaires est révélée et la peine supplémentaire de Wade est commuée. Il est libéré après quinze mois de prison et retrouve sa famille.

## Fiche technique
- Titre français : Félon
- Titre québécois : Traître
- Titre original : Felon
- Réalisation et scénario : Ric Roman Waugh
- Production : Dan Keston et Tucker Tooley
- Musique originale : Gerhard Daum
- Photographie : Dana Gonzales
- Montage : Jonathan Chibnall
- Décors : Vincent Reynaud
- Pays de production :  États-Unis
- Langue originale : anglais
- Genre : action
- Durée : 104 minutes
- Dates de sortie : 
  - États-Unis : 17 juillet 2008
  - France : 5 novembre 2008 (en DVD[2])
  - France : 1er janvier 2023 (sur Netflix)

## Distribution
- Val Kilmer (VF : Philippe Vincent) : John Smith
- Stephen Dorff (VF : Damien Ferrette) : Wade Porter
- Harold Perrineau (VF : Daniel Lobé)  : le lieutenant Jackson
- Sam Shepard (VF : Hervé Bellon) : Gordon Camrose
- Marisol Nichols (VF : Nathalie Karsenti) : Laura Porter
- Greg Serano (VF : Damien Boisseau) : l'officier Diaz
- Nate Parker : l'officier Collins
- Nick Chinlund (VF : Pierre-François Pistorio) : le sergent Roberts
- Anne Archer : Maggie
- Johnny Lewis (VF : Axel Kiener) : Snowman